# کلود پمپیدو
کلود پمپیدو (انگلیسی: Claude Pompidou; زاده ۱۳ نوامبر ۱۹۱۲ – درگذشته ۳ ژوئیهٔ ۲۰۰۷) سیاست‌مدار اهل فرانسه بود. وی همسر ژرژ پمپیدو رئیس جمهور سابق فرانسه بود.
کلود پمپیدو در ۳ ژوئیه ۲۰۰۷، در سن ۹۴ سالگی درگذشت.